# Cellule de Purkinje

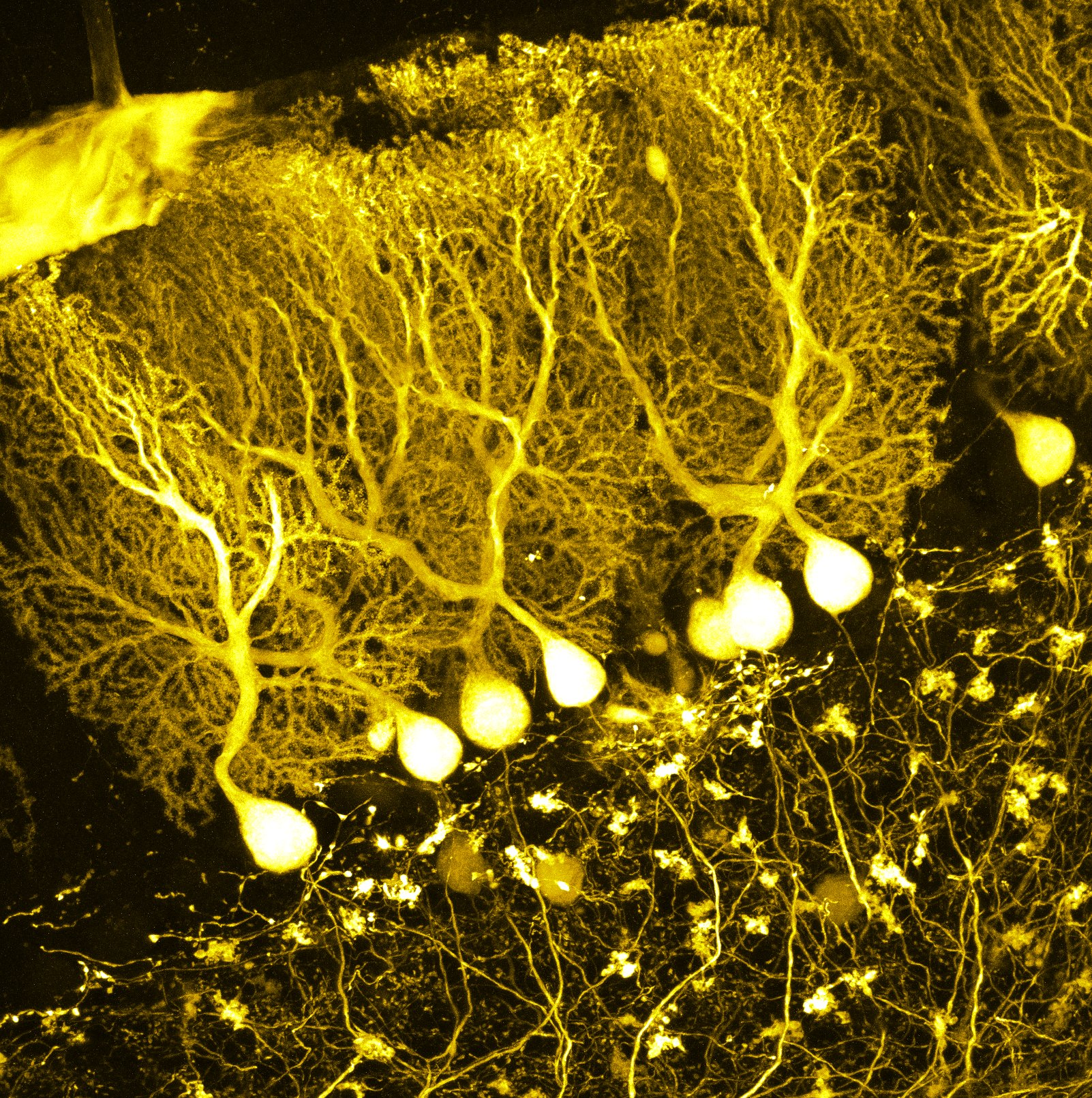
Cellules de Purkinje.

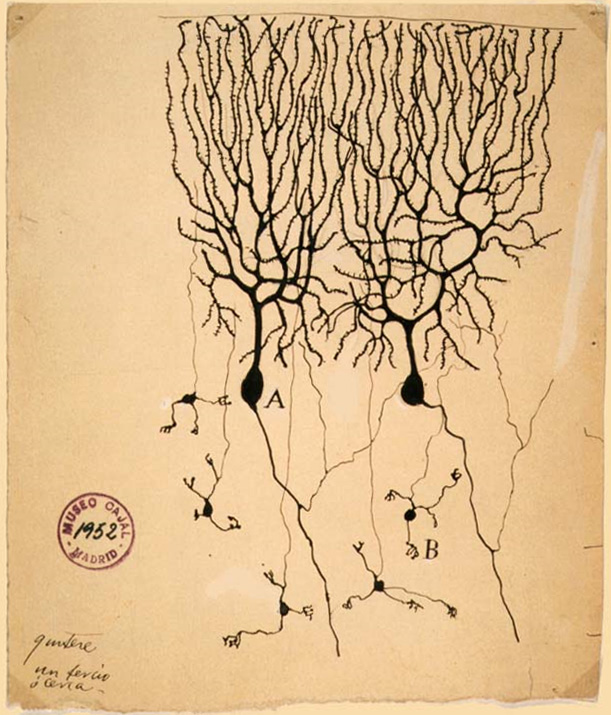
Dessin de cellules de Purkinje (A) et de grains (B) chez le pigeon par Santiago Ramón y Cajal, 1899.

Les cellules de Purkinje sont des neurones GABAergiques du cortex cérébelleux, découvertes par Jan Purkinje au cours du XIXe siècle. 
Elles présentent un corps cellulaire piriforme coiffé par une arborescence dendritique parasagittale s'épanouissant par bifurcations successives dans la couche cellulaire, et émettent un axone descendant dans la couche granulaire vers les noyaux cérébelleux profonds.
Les cellules de Purkinje présentent deux types d'activité électrophysiologique :
- Potentiels d'action simples : se produisent de façon spontanée à un rythme de 50 à 150 par seconde ;
- Potentiels d'action complexes : sont plus larges, avec un plateau basal ; les amplitudes sont variables.

Les dendrites des cellules de Purkinje sont en contact synaptique avec, en particulier, les axones des interneurones de la couche moléculaire: cellules étoilées et cellules à paniers, les fibres parallèles et les fibres grimpantes. 
Les cellules de Purkinje sont affectées dans le tremblement essentiel. 